# پودوژه (استان اشوی‌داشکسیه)
پودوژه (به لهستانی: Podłęże) یک منطقهٔ مسکونی در لهستان است که در گمینا پینگچوف واقع شده‌است.